# Owen Hall
Owen Hall, nato James Davis (Dublino, 10 aprile 1853 – Harrogate, 9 aprile 1907), è stato uno scrittore, critico teatrale, librettista e avvocato britannico.
Di origine irlandese, Owen Hall fu autore teatrale, giornalista, critico e avvocato. Il suo vero nome era James "Jimmy" Davis, ma usò lo pseudonimo di Owen Hall per firmare i suoi lavori. Dopo aver intrapreso la carriera legale, passò al giornalismo, approdando in seguito al teatro. Scrisse il libretto per alcuni dei più grandi successi delle stagioni teatrali che vanno dal 1890 ai primi anni del nuovo secolo, tra i quali vanno annoverati A Gaiety Girl, An Artist's Model, The Geisha, A Greek Slave e Florodora. Nonostante i suoi successi, Hall - a causa di uno stile di vita stravagante e preso dalla passione per il gioco d'azzardo - visse costantemente perseguitato dai debiti e dalle difficoltà finanziarie.
La sua commedia The Geisha venne adattata due volte per lo schermo.

## Biografia
Nato in una famiglia israelita, era il figlio maggiore di Hyman Davis (1824–1875), un dentista di Dublino che avrebbe poi fatto il fotografo a Londra, e di sua moglie Isabella (1824-1900). La famiglia Davis si trasferì nel 1861 a Londra. Lì, James fece i suoi studi, laureandosi in legge nel 1869 all'University College. Sua sorella Julia diventò, con lo pseudonimo Frank Danby, una romanziera di successo. Era sposata con Arthur Frankau, un uomo d'affari. Dal loro matrimonio, nacquero Gilbert, futuro autore di teatro, e Ronald, che diventò poi un attore. Julia sarebbe poi diventata nonna di Rosemary Frankau, anche lei attrice e di Pamela, scrittrice. Un'altra delle sorelle di Owen, Eliza - che rimase per lungo tempo legata sentimentalmente al famoso attore Henry Irving,  intraprese la carriera giornalistica con il nome di Mrs. Aria. Harrie (1864–1920), diventò giornalista negli Stati Uniti, mentre un'altra sorella, Florence - detta Florette - pure lei scrittrice, sposò l'architetto Marcus E. Collins, il cui fratello era Arthur Collins, manager del Drury Lane.

## Spettacoli teatrali
- Florodora - libretto (West End - prima assoluta, 11 novembre 1899)
- The Geisha - libretto (Broadway, 9 settembre 1896)
- A Greek Slave - libretto (Broadway, 28 novembre 1899)
- Florodora - libretto (Broadway - prima USA, 10 novembre 1900)
- Florodora - libretto (Broadway, 27 gennaio 1902)
- The Silver Slipper - libretto (Broadway, 27 ottobre 1902)
- The Girl from Kay's - libretto (Broadway, 2 novembre 1903)
- The Medal and the Maid, libretto di Owen Hall (Broadway, 11 gennaio 1904)
- Florodora - libretto (Broadway, 27 marzo 1905)
- Sergeant Brue - libretto (Broadway, 24 aprile 1905)
- The Little Cherub - libretto (Broadway, 6 agosto 1906)
- The Geisha - libretto (Broadway, 27 marzo 1913)
- The Belle of Bond Street - libretto (Broadway, 30 marzo 1914)
- Florodora - libretto (West End, 1915)
- Florodora - libretto (Broadway, 5 aprile 1920)
- Florodora - libretto (West End, 1931)
- The Geisha - libretto (Broadway, 5 ottobre 1931)
- Hold Your Horses - libretto (Broadway, 25 settembre 1933)

## Filmografia
- Marquis (1897)
- Mountainous (1897)